# L'últim hurra
L'últim hurra (títol original: The Last Hurrah) és una adaptació cinematogràfica de sàtira política estatunidenca de 1958 de la novel·la de 1956 The Last Hurrah d'Edwin O'Connor. Va ser dirigida per John Ford i protagonitzada per Spencer Tracy com un alcalde veterà que es prepara per a una altra campanya electoral. Tracy va ser nominat com a millor actor estranger pel BAFTA i va guanyar el premi al millor actor del National Board of Review, aquest últim que també va lliurar a Ford el seu premi al millor director. Està doblada al català.

## Argument
Frank Skeffington, un irlandès-estatunidenc, sentimental però amb un puny de ferro, és el poderós alcalde d'una ciutat sense nom de Nova Anglaterra que es presenta a la reelecció. Skeffington i el seu estrateg principal, John Gorman, fan servir tots els mitjans necessaris per derrotar el candidat recolzat per líders cívics com el banquer Norman Cass i l'editor de diaris Amos Force, els enemics entregats de l'alcalde.

## Repartiment
- Spencer Tracy com alcalde Frank Skeffington
- Jeffrey Hunter com Adam Caulfield
- Dianne Foster com Maeve Sugrue Caulfield
- Pat O'Brien com John Gorman
- Basil Rathbone com Norman Cass, Sr.
- Donald Crisp com cardenal Martin Burke
- James Gleason com "Cuke" Gillen
- Edward Brophy com "Ditto" Boland
- John Carradine com Amos Force
- Willis Bouchey com Roger Sugrue
- Basil Ruysdael com bisbe Gardner
- Ricardo Cortez com Sam Weinberg
- Wallace Ford com Charles J. Hennessey
- Frank McHugh com Festus Garvey
- Carleton Young com Winslow
- Frank Albertson com Jack Mangan
- Bob Sweeney com Johnny Degnan
- Edmund Lowe com Johnny Byrne
- Anna Lee com Gert Minihan
- Ken Curtis com monsenyor Killian
- Jane Darwell com Delia Boylan
- O.Z. Whitehead com Norman Cass Jr.
- Arthur Walsh com Frank Skeffington Jr.
- Charles B. Fitzsimons com Kevin McCluskey
- William Forrest com Dr. Tom

## Producció
Igual que la novel·la, la pel·lícula es va basar en part en la carrera de l'antic alcalde de Boston James Michael Curley, i la ciutat sense nom de Nova Anglaterra que dirigeix es va basar a Boston. Curley es va oposar a la producció de la pel·lícula, però no per la dramatització negativa; més aviat, creia que L'últim hurra podria impedir que Hollywood fes una pel·lícula biogràfica de la seva vida. Columbia va pagar a Curley 25.000 dòlars a canvi de signar qualsevol acció legal futura.
La pel·lícula tenia un pressupost de 2,5 milions de dòlars, però va arribar a 200.000 dòlars per sota del pressupost. Per L'últim hurra, es va construir un conjunt exterior gran i car de Nova Anglaterra al voltant d'un parc existent a Columbia Ranch a Burbank. La major part d'aquest conjunt de "cases de Boston Row" es va cremar l'any 1974, però la "mansió Skeffington" encara es manté en peu i es pot veure en molts programes de televisió i pel·lícules. Part de les estructures darrere del parc es poden veure als crèdits inicials de la sèrie Friends .

## Recepció
La pel·lícula va rebre crítiques generalment positives de la crítica. Bosley Crowther de The New York Times ho va qualificar de "robustament divertit i profundament commovedor. I el Sr. Tracy està en el seu millor moment en el paper principal". Variety va escriure: "La durada de dues hores és una mica llarga però la caracterització de Tracy de l'enginyós i antic alcalde-polític té una profunditat tan consumada que manté l'interès pràcticament tota l'estona. Una mica d'edició podria haver ajudat, però el llenç és ric i les maquinacions polítiques plenes". Harrison's Reports va qualificar la pel·lícula "d'un estudi molt entretingut d'un antic polític enginyós, meravellosament interpretat per Spencer Tracy, que fa que el personatge sigui càlidament humà, simpàtic, enginyós i encantador tot i que no està per sobre de recórrer a l'engany i la malícia. per combatre els enemics polítics".
John McCarten de The New Yorker va escriure: "Hi ha alguns moments alegres en aquesta pel·lícula... però com a representació realment sòlida de les travesses polítiques, és molt lluny de casa. (Mentre Skeffington es dedicava a difondre dolçor i llum, vaig seguir pensant). amb nostàlgia de la pel·lícula anomenada El gran McGinty. Richard L. Coe de The Washington Post va elogiar l'actuació de Spencer Tracy com a "profunda i alerta", però encara va trobar la pel·lícula decebedora, escrivint que "No és exactament dolenta, però no està gens a prop de la pel·lícula que hauria d'haver fet la dura i emocionant novel·la política d'Edwin O'Connor... Molt poques vegades Hollywood s'arrisca a conèixer la política de front i això es mostra clarament a la novel·la força buida i molt sentimental de Frank Nugent"
Una crítica positiva al Monthly Film Bulletin va comentar que va ser "dirigida amb humor, sentiment (sobretot en les relacions entre Skeffington i els seus partidaris, el pallasso Ditto i els polítics astuts del barri) i un sentit superlatiu de la gran ocasió. L'escena de la elecció, que passa d'una confiança bulliciosa a una derrota freda, és magistral; l'escena del llit de mort és una peça triomfal del sentiment antic. L'Skeffington de Tracy suggereix el veritable poder que hi ha sota l'encant irlandès i la descarada".
La pel·lícula no va ser un èxit de taquilla i va registrar una pèrdua d'1,8 milions de dòlars. Tracy va ser nominat a l'Oscar al millor actor pel seu treball a El vell i la mar estrenat a principis d'aquell any, però creia que la seva actuació a L'últim hurra era superior. Ronald Bergan creia que la pel·lícula era potser la pel·lícula "més personal" de Ford entre les seves obres posteriors. Va afirmar que el retrat de Tracy d'Skeffington era un substitut de Ford i que la pel·lícula estava "plena de moments fordians".